# Escocesos
Els escocesos (gaèlic escocès Albannaich, també scots) són un grup ètnic nadiu d'Escòcia. Històricament sorgiren de la fusió dels pictes i gaels, incorporant els veïns britans del sud, així com pobles germànics com els anglosaxons i els  nòrdics. Més tard també hi deixaren la seva influència el normands.
En l'ús modern, "escocesos" o "escots" es refereix a qualsevol persona els orígens lingüístics, culturals, ancestrals o genètics del qual són d'Escòcia. La paraula llatina Scotti originàriament s'aplicava només a una tribu goidèlica del segle V que vivia a Irlanda.